# Comunidad urbana de Arrás
La Comunidad Urbana de Arrás (Communauté urbaine d'Arras) es una estructura intermunicipal francesa, situada en el departamento de Pas-de-Calais y la región Nord-Pas-de-Calais.
Su presidente es Jean-Marie Vanlerenberghe (UDF), que además es el alcalde de Arrás.

## Historia
La comunidad urbana de Arrás es originaria del Distrito urbano de Arrás (District urbain d'Arras) creado en 1965, y transformado en 1998 en comunidad urbana. Como la comunidad se creó antes de la ley Chevénement, no está sometida a sus efectos, lo que explica que tenga menos de 500.000 habitantes y se denomine de todos modos Communauté urbaine.

## Composición
La comunidad urbana cuenta en total 93.571 habitantes (de los cuales el 33% tiene menos de 25 años) repartidos por 24 municipios:
- Achicourt
- Agny
- Anzin-Saint-Aubin
- Arrás
- Athies
- Bailleul-Sir-Berthoult
- Beaumetz-lès-Loges
- Beaurains
- Dainville
- Fampoux
- Farbus
- Feuchy
- Gavrelle
- Mercatel
- Monchy-le-Preux
- Neuville-Vitasse
- Sainte-Catherine
- Saint-Laurent-Blangy
- Saint-Nicolas
- Thélus
- Tilloy-lès-Mofflaines
- Wailly
- Wancourt
- Willerval